# Lello Di Domenico
Lello (Raffaele) Di Domenico (Napoli, 24 dicembre 1929 – Napoli, 5 ottobre 2002) è stato un cantante e tenore italiano.

## Biografia
La passione per il canto sbocciò da giovanissimo e sopravvisse in un'adolescenza già complicata dalle brutture della guerra. Prese lezioni di canto e di lirica da Bianca Santamaria al Vomero assieme a Domenico Attanasio, Gabriele e Gino Vanorio e Tullio Pane: tutti giovani allievi diventati cantanti di fama. La maestra Santamaria lo presentò a Vittorio Parisi e fu questi a indirizzarlo alla canzone, facendogli da padrino, nel 1954 al Microfono d'Oro, concorso per voci nuove al Teatro Mercadante, che Di Domenico vinse. Incise per la Vis Radio, il primo 45 giri con "L'arte d'’o sole" e "‘A canzone ‘e Napule", quest'ultimo il suo capolavoro.
Fu invece il grande direttore d'orchestra e raffinato arrangiatore, Giuseppe Anepeta - che lo stimava molto - a valorizzarlo, divenendo il suo padrino artistico. S'impegnò per procurare a Lello un contratto discografico importante, alla Emi; ma Anepeta morì prima che il progetto si realizzasse. Di Domenico ebbe occasioni importanti, ma non disdegnò le feste di piazza e bagni di folla. Continuò a imparare, avendo per modelli Tito Schipa e Giuseppe Di Stefano, Mario Del Monaco e Plácido Domingo, esempi filtrati dalla veracità e dalla personalità del suo canto. Lo definirono “l'Arturo Testa italiano”. Nel momento più alto - quando la Rai lo volle in tv per “Canzoni alla Finestra”, “ Lo Guarracino”, “La Storia della Canzone Italiana, “ Napoli Ieri Oggi e Domani” - rifiutò più volte l'invito a trasferirsi in America per amore di Napoli. Poco dopo Lello Di Domenico creò “Fantasia Napoletana”, spettacolo itinerante in cui si esibivano tutti e tre i figli Mauro Di Domenico, Carmen, MariaVittoria e Tony Lama, il suo migliore amico. Talvolta lo spettacolo aveva ospiti come Rosalia e Beniamino Maggio, Nino Taranto e Rino Marcelli, Mario Abbate, Dino Giacca, Tommaso Bianco, Anna Walter, Lino Crispo, Mirna Doris, Mario Merola e Roberto Murolo: ospiti più che graditi.
Portò la canzone napoletana nel mondo, dagli Stati Uniti al Giappone. Nel 1999 sì ammalò, la diagnosi fu cancro, gli avevano dato al massimo sei mesi di vita e invece resistette quasi tre anni cantando ancora, andando a Sanremo nel 1998 con Nunzio Gallo, Mario Trevi e Mario Da Vinci per rappresentare l'antico canto di Napoli.

## Discografia
- 'A canzone 'e Napule / L'arte d''o sole (Vis Radio, VIMQN 36865)

(45 giri orchestra diretta da Luigi Vinci 13-04-1964)
- Mese Mariano / Scriveme (Vis Radio, VLMQN 056277)

(45 giri PIEDIGROTTA 1964 orchestra diretta da Gino Conte 1964)
- La Palummella / Ti voglio tanto bene (Vis Radio, VLMQN 056327)

(45 giri orchestra diretta da Luigi Vinci 26-10-1965)
- Marechiaro - Core 'ngrato (T&T 9043 T&T)

(45 giri orchestra diretta da Tonino Esposito)
- Lello Di Domenico in Concerto (A B RECORD/Zeus Record, MC 1012C)

(LP e Cassette 1980 arr. e orch. Toni Iglio)
- Lello Di Domenico in Concerto n° 2 (A B RECORD/Zeus Record, LS 1016)

(LP e Cassette 1982 arr. e orch. Enzo Stellato)
- Lello Di Domenico in Concerto n° 3 (Zeus Record, BE 0161)

(LP e Cassette 1985 arr. e orch. Enzo Stellato)
- Canta canta pe' Napule (Zeus Record, ZCD 019)

(CD 1993 arr. e orch. Toni Iglio / Enzo Stellato / Mauro Di Domenico)